# We Stand Alone
We Stand Alone es un EP de la banda estadounidense de hardcore punk Sick Of It All, lanzado a través de In-Effect en 1991. Las pistas en directo se grabaron en Oklahoma City, Oklahoma el 18 de marzo de 1990. La canción "Betray" es una versión de una canción de la banda de hardcore punk Minor Threat.

## Lista de canciones
1. - "What's Going On" - 2:20

2. - "Betray" (versión de Minor Threat) - 2:46

3. - "We Stand Alone" - 2:05

4. - "Disillusion" (directo) - 3:21

5. - "My Revenge" / "World Full Of Hate" (directo) - 2:57

6. - "Pete's Sake" (directo) - 1:13

7. - "Injustice System" (directo) - 2:01

8. - "The Deal" (v) - 1:11

9. - "G.I. Joe Headstomp" (directo) - 1:37

10. - "Pushed Too Far" (directo) - 2:11

11. - "The Blood & The Sweat" (directo) - 4:13

12. - "Politics" (directo) - 1:30
- Datos: Q4018679